# Alexandru Roșu
Alexandru Roșu (* 30. April 1987 in Constanța) ist ein rumänischer Gewichtheber.

## Werdegang
Roșu nahm 2006 zum ersten Mal an Weltmeisterschaften teil und belegte in der Klasse bis 69 kg den 13. Platz. Die gleiche Platzierung hatte er bei den Weltmeisterschaften 2007. 2008 erreichte er bei den Europameisterschaften den sechsten Platz. Im selben Jahr nahm er an den Olympischen Spielen in Peking teil, wo ihm jedoch im Stoßen kein gültiger Versuch gelang. Bei den Europameisterschaften 2009 wurde er wieder Sechster, nun in der Klasse bis 77 kg. 2010 war er bei den Weltmeisterschaften Zehnter.
Bei den Europameisterschaften 2011 war Roșu Zweiter. Allerdings wurde er wegen eines Dopingverstoßes disqualifiziert und für zwei Jahre gesperrt. Nach seiner Sperre wurde er bei der Universiade 2013 Siebter. Bei den Europameisterschaften 2014 wurde er Achter. 2015 erreichte er bei den Europameisterschaften den vierten Platz.